# Halalu, Nagamangala
Halalu là một làng thuộc tehsil Nagamangala, huyện Mandya, bang Karnataka, Ấn Độ.